# فرودگاه فیرفکس
فرودگاه فیرفکس (به انگلیسی: Fairfax Airport) یک فرودگاه نظامی و خصوصی با کد یاتا KCK واقع در شهر کانزاس ایالت کانزاس آمریکا بود.